# Boog van Drusus

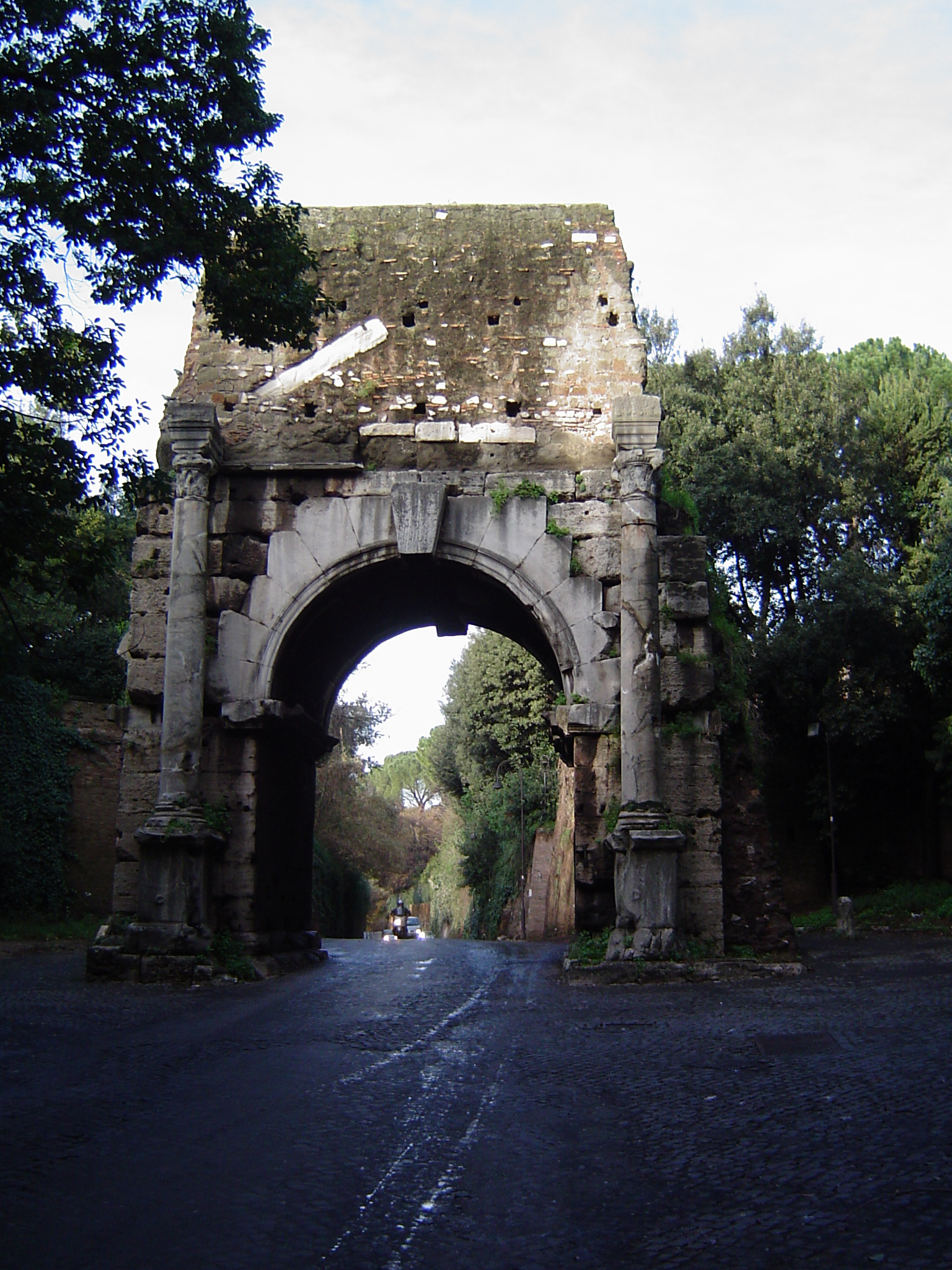
De Boog van Drusus

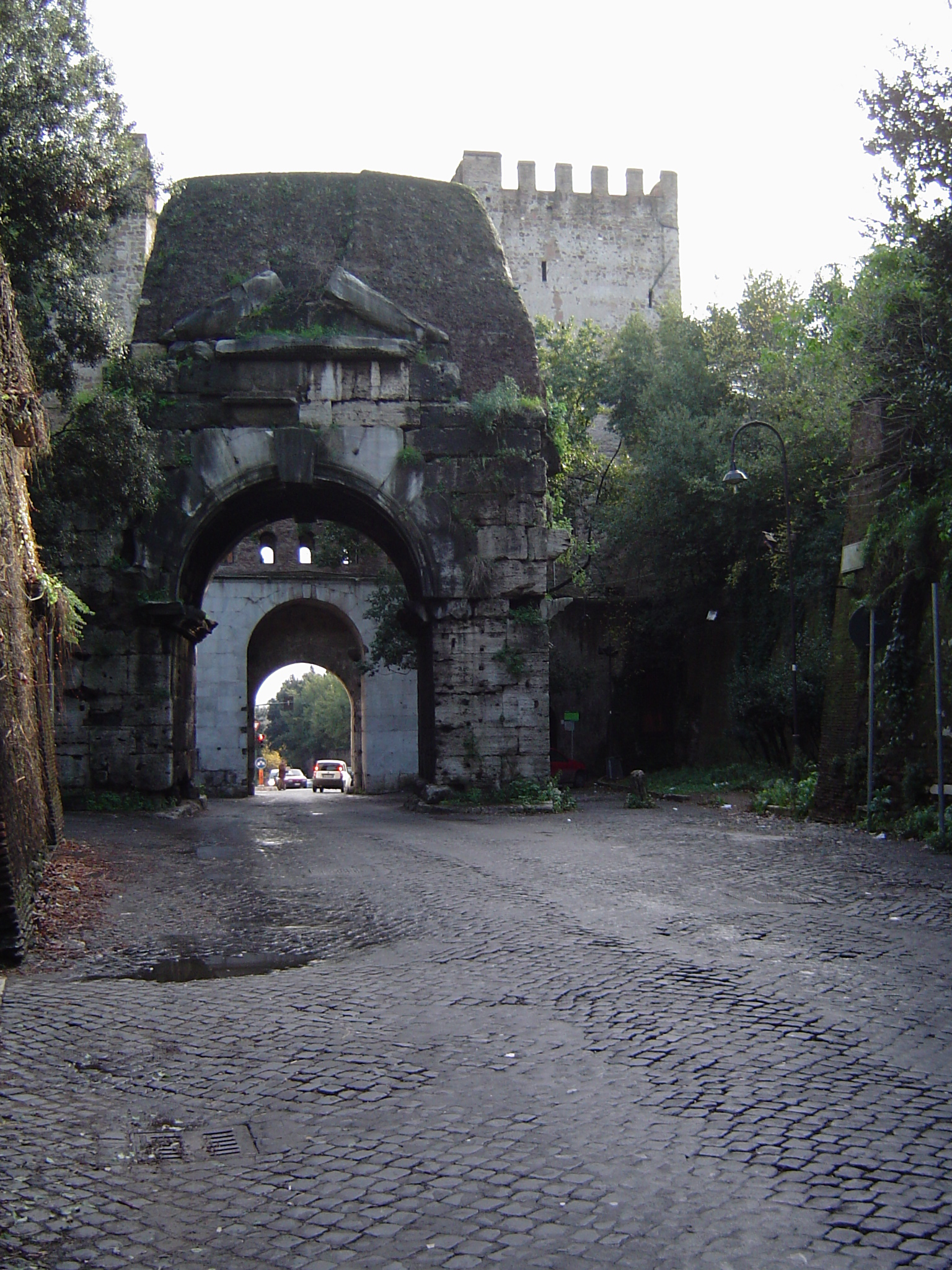
De Boog van Drusus en de Porta san Sebastiano

De Boog van Drusus is de naam voor een viertal triomfbogen uit de oudheid in Rome.

## Arco di Druso
De Boog van Drusus (Italiaans: Arco di Druso) is de Italiaanse naam voor de boog die bij de Porta San Sebastiano is gebouwd. Hoewel deze boog tegenwoordig naar Nero Claudius Drusus vernoemd is, heeft de generaal uit de tijd van Augustus niets met de ereboog te maken. Deze Boog van Drusus is niet eens een echte triomfboog en werd pas 200 jaar na zijn dood gebouwd. Het was een arcade van het Aqua Antoniniana aquaduct, een aftakking van de oudere Aqua Marcia die tussen 211 en 216 gebouwd werd om de Thermen van Caracalla van water te voorzien. Zoals bij alle plaatsen waar een aquaduct een belangrijke weg kruiste, in dit geval de Via Appia, werd de boog die over de weg stond bekleed met marmer of travertijn en verder gedecoreerd. 
 De Boog van Drusus kreeg zijn huidige naam pas in de 16e eeuw en werd waarschijnlijk verward met de oorspronkelijke Triomfboog van Drusus die verderop over de Via Appia was gebouwd.
De boog is gemaakt van travertijn en was vroeger bekleed met marmer. Aan beide zijden van de doorgang staan marmeren zuilen in de composietorde. De doorgang is 7,21 meter hoog, 5,34 breed en 5,61 diep. Het oorspronkelijke aquaduct liep vroeger boven de doorgang, maar de huidige bakstenen constructie op de boog is gebouwd in een periode na Caracalla.
De Boog van Drusus staat dicht bij de Porta San Sebastiano in de Aureliaanse Muur. In de 4e eeuw werd de boog bij de verdedigingswerken van de stadsmuur getrokken, toen achter de stadspoort een extra fortificatie werd gebouwd. Twee muren verbonden de boog met de poort en zo ontstond een kleine binnenplaats. In de moderne tijd werden zowel de Porta san Sebastiano als de Boog van Drusus naar de oude staat gerestaureerd. Hierbij werd de fortificatie afgebroken waardoor de boog nu weer vrij over de Via Appia staat.

## Boog van Drusus de Oudere (Via Appia)
De Boog van Drusus de oudere (Latijn:Arcus Drusi) was wel een echte, maar verloren gegane triomfboog ter ere van de generaal Drusus de oudere, die was opgericht na zijn dood in 9 v.Chr. Deze triomfboog stond ook over de Via Appia maar meer in de richting van het centrum van het centrum van de stad, mogelijk op de tweesprong met de Via Latina.

## Boog van Drusus de Jongere (Forum Romanum)
De Boog van Drusus de oudere (Latijn:Arcus Drusi) stond op het Forum Romanum en was opgericht ter ere van Drusus de jongere, de zoon van keizer Tiberius, die in 23 n.Chr. werd vermoord. Deze boog stond waarschijnlijk ten noorden van de Rostra.

## De Bogen van Drusus en Germanicus
De Bogen van Drusus en Germanicus (Latijn:Arcus Drusi et Germanici) waren twee bogen ter ere van Drusus de Oudere en Germanicus en werden in 19 n.Chr. opgericht in het Forum van Augustus ter ere van hun overwinningen in Germanië. Ze stonden aan weerszijden van de Tempel van Mars Ultor.

## Referentie
- Samuel Ball Platner (as completed and revised by Thomas Ashby): A Topographical Dictionary of Ancient Rome, London: Oxford University Press, 1929. Art. Arco di Druso.
- Samuel Ball Platner (as completed and revised by Thomas Ashby): A Topographical Dictionary of Ancient Rome, London: Oxford University Press, 1929. Art. Arcus Drusi

Boog van Constantijn · Boog van Titus · Boog van Septimius Severus · Boog van Janus · Boog van de geldwisselaars · Boog van Drusus · Boog van Gallienus · Boog van Portugal